# Тряпіцина Наталія Василівна
Тряпіцина Наталія Василівна – доктор сільськогосподарських наук, старший науковий співробітник, завідувач сектору біотехнологічних досліджень Інституту садівництва Національної академії аграрних наук України.

## Біографія
В 2006 році захистила кандидатську дисертацію на тему: «Поліморфізм фрагментів ДНК та особливості геномної організації деяких видів ссавців і дводольних рослин», а у 2017 році захистила докторську дисертацію на тему: «Біотехнологічні основи отримання садивного матеріалу кісточкових (Prunus spp.) та ягідних (Ribes spp., Rubus spp., Fragaria х ananassa) культур в Україні».

## Науковий внесок

### Науковий внесок у екологію вірусів
Науковий внесок у екологію вірусів Тряпіциної Н.В. включає дослідження (вивчення) таких явищ або процесів:
— особливості поширення неповірусу скручування листя черешні (Cherry leaf roll virus, CLRV) в насадженнях вишні та черешні на території України;
— біотичні відносини іларвірусів та особливості їх поширення у кісточкових культурах на території України, , , ,;
— особливості поширення потівірусу шарки сливи на території України.